# Albañil

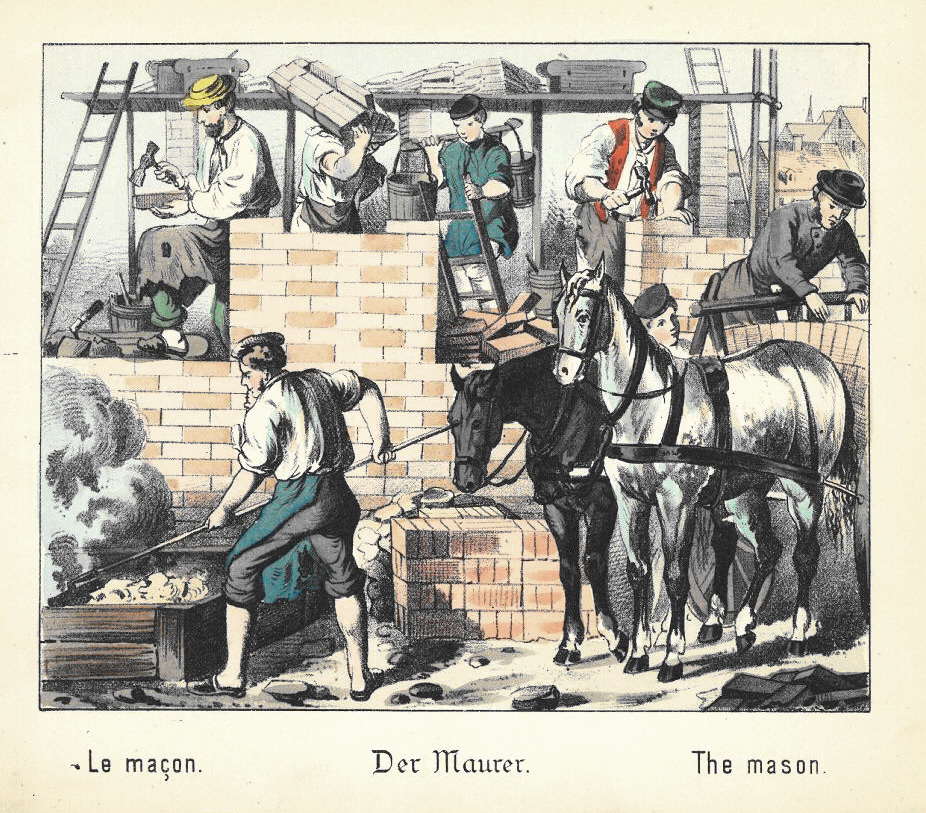
Der Maurer (El albañil) (1880)

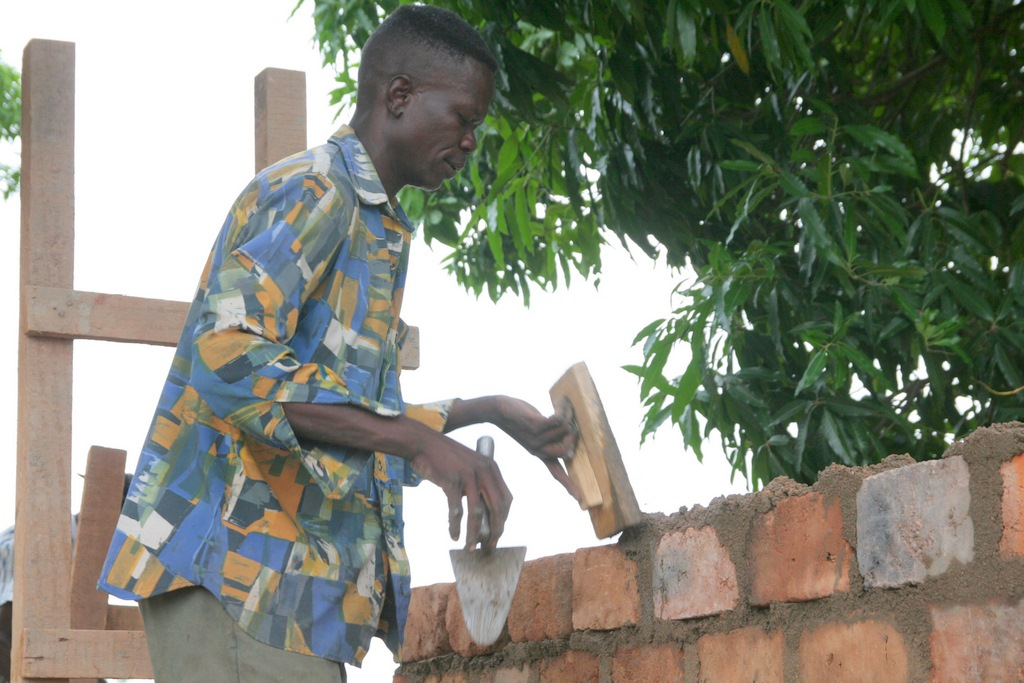
Albañil en Paoua, República Centroafricana.

El término albañil (del árabe hispano albanní, éste del árabe clásico bannā), también llamado obrero de villa, mazonero o mazón, significa maestro u oficial de albañilería, y designa a la persona con conocimientos profesionales y experiencia que se dedica como oficio a la construcción, reforma, renovación y reparación de edificaciones en general. Tiene su origen histórico en el maestro de albañilería (donde el compás es el símbolo de la arquitectura y la masonería; véase simbología francmasónica) o maestro de obras y el alarife musulmán. Tiene a su cargo a los peones y aprendices, y puede seguir las indicaciones del maestro de obras o de un aparejador.